# Bulbophyllum tectipetalum
Bulbophyllum tectipetalum är en orkidéart som beskrevs av Johannes Jacobus Smith. Bulbophyllum tectipetalum ingår i släktet Bulbophyllum och familjen orkidéer. Inga underarter finns listade i Catalogue of Life.